# 大道寺重時
大道寺 重時（だいどうじ しげとき、生没年不詳）は戦国時代の武将で、後北条氏の家臣。法名は発専（ほっせん）ともされるが、『寛政重修諸家譜』では父の法名とされる。通称は太郎。大道寺盛昌の父。信西の末裔。
伊勢宗瑞（北条早雲）の従兄弟とされ、初めは山城国にいたが、後に早雲と共に駿河国へ同行した御由緒六家の一人とされている。後に宗瑞の伊豆国平定に従事して同国の政務を補佐した。
立河原の戦いにて戦死したとされる。